# José Vicente Cuadra

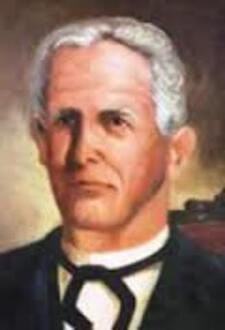
José Vicente Cuadra Lugo

José Vicente Cuadra Lugo (* 25. Juli 1812 in Granada, Nicaragua; † 10. Dezember 1894 in Granada, Nicaragua) war ein nicaraguanischer Politiker der Partido Conservador de Nicaragua und von 1871 bis 1875 Präsident des Landes.

## Leben
Seine Regierung nahm die aus anderen zentralamerikanischen Staaten vertriebenen Jesuiten auf und gründete neue Schulen in León und Granada. Er beauftragte weiterhin den Geographen Pablo Levy seine Notas Geográficas y Económicas de Nicaragua zu verfassen. Außenpolitisch nahm er Verhandlungen mit dem Ziel auf, die Mosquitia wieder in das Land einzugliedern.